# SN 2007oq
SN 2007oq – supernowa typu Ia-? odkryta 6 października 2007 roku w galaktyce A214230+0059. W momencie odkrycia miała maksymalną jasność 22,00m.